# Жолчубеков, Каныбек Байбекович
Каныбек Байбекович Жолчубеков (род. 8 октября 1989, Мин-Булак, Ленинпольский район) — киргизский борец греко-римского стиля, чемпион Азии, призёр Азиатских игр, Заслуженный мастер спорта КР.

## Биография
Родился в 1989 году в селе Мин-Булак Ленинопольского района Таласской области Киргизской ССР. Борьбой занялся в 11 лет. В 2010 году стал серебряным призёром Азиатских игр и бронзовым призёром чемпионата Азии. В 2012, 2013 и 2014 годах завоёвывал бронзовые медали чемпионата Азии. В 2016 году стал чемпионом Азии. В 2018 году стал серебряным призёром Азиатских игр и бронзовым призёром чемпионата Азии.